# Antignac (Cantal)
Antignac (okzitanisch: Antinhac) ist eine französische Gemeinde mit 282 Einwohnern (Stand: 1. Januar 2022) im Département Cantal in der Region Auvergne-Rhône-Alpes; sie gehört zum Arrondissement Mauriac und zum Kanton Ydes. Die Einwohner werden Antignacois genannt.

## Geographie
Antignac liegt in den nordwestlichen Ausläufern des Monts-du-Cantal-Massivs, etwa 47 Kilometer nordnordöstlich von Aurillac. Umgeben wird Antignac von den Nachbargemeinden Champs-sur-Tarentaine-Marchal im Norden, Saint-Étienne-de-Chomeil im Osten, La Monselie im Süden sowie Vebret im Westen.

## Bevölkerungsentwicklung
| Jahr                       | 1962 | 1968 | 1975 | 1982 | 1990 | 1999 | 2008 | 2019 |
| Einwohner                  | 449  | 439  | 361  | 305  | 335  | 292  | 276  | 285  |
| Quellen: Cassini und INSEE |      |      |      |      |      |      |      |      |

## Sehenswürdigkeiten
- Kirche Saint-Victor (auch: Kirche Saint-Pierre-ès-Liens), Teile aus dem 12. Jahrhundert erhalten, im Übrigen aus dem 18./19. Jahrhundert, seit 1976 Monument historique
- Kirche Saint-Étienne (auch: Kirche Saint-Ferréol bzw. Kapelle Notre-Dame-du-Bon-Secours) in Salsignac aus dem 12. Jahrhundert, seit 1969 Monument historique
- Prioratskirche Saint-Robert (auch: Kirche Saint-Jean-Baptiste bzw. Kapelle Notre-Dame) in Le Roc-Vigonnet aus dem 12. Jahrhundert, seit 1930 Monument historique

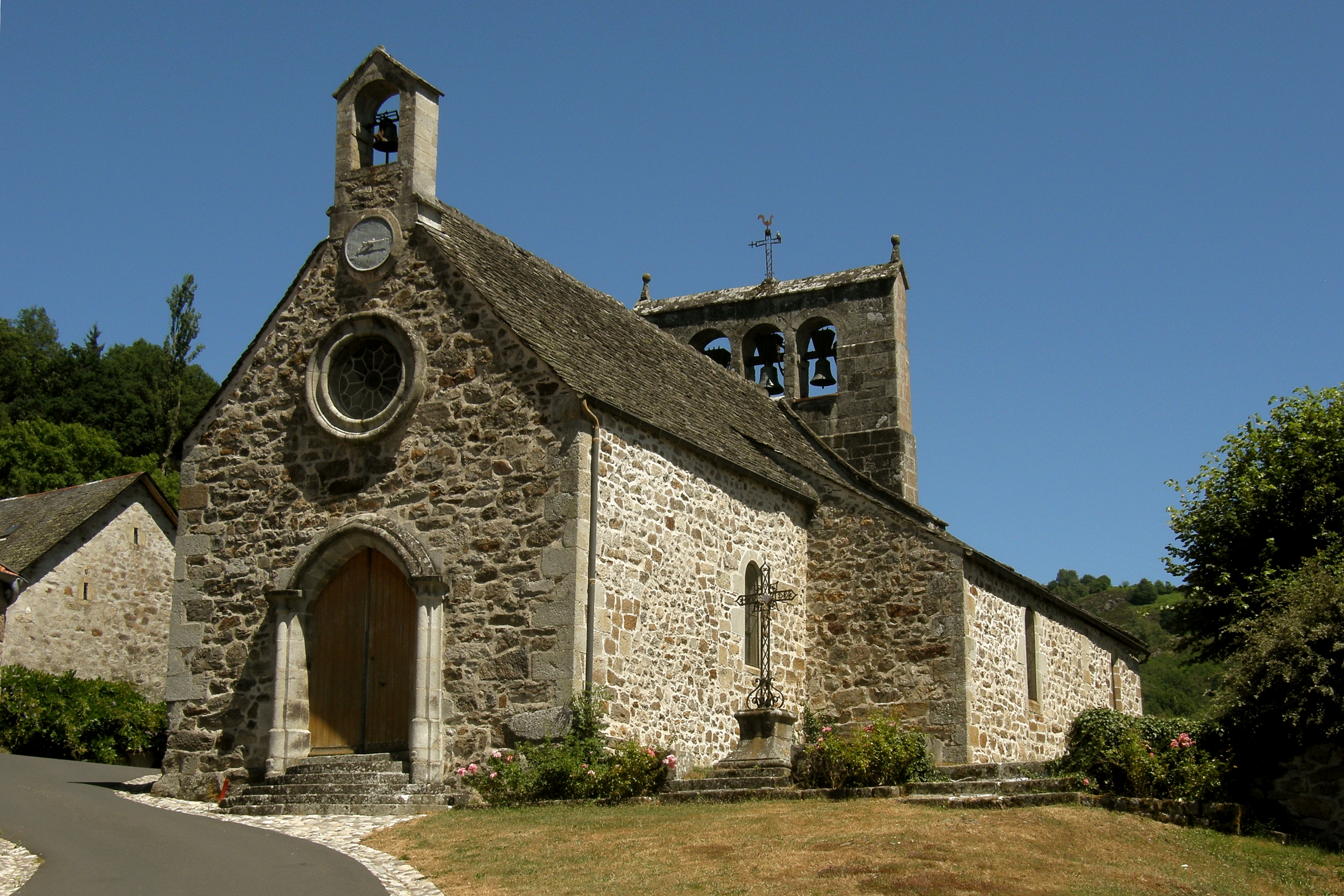
Kirche Saint-Victor
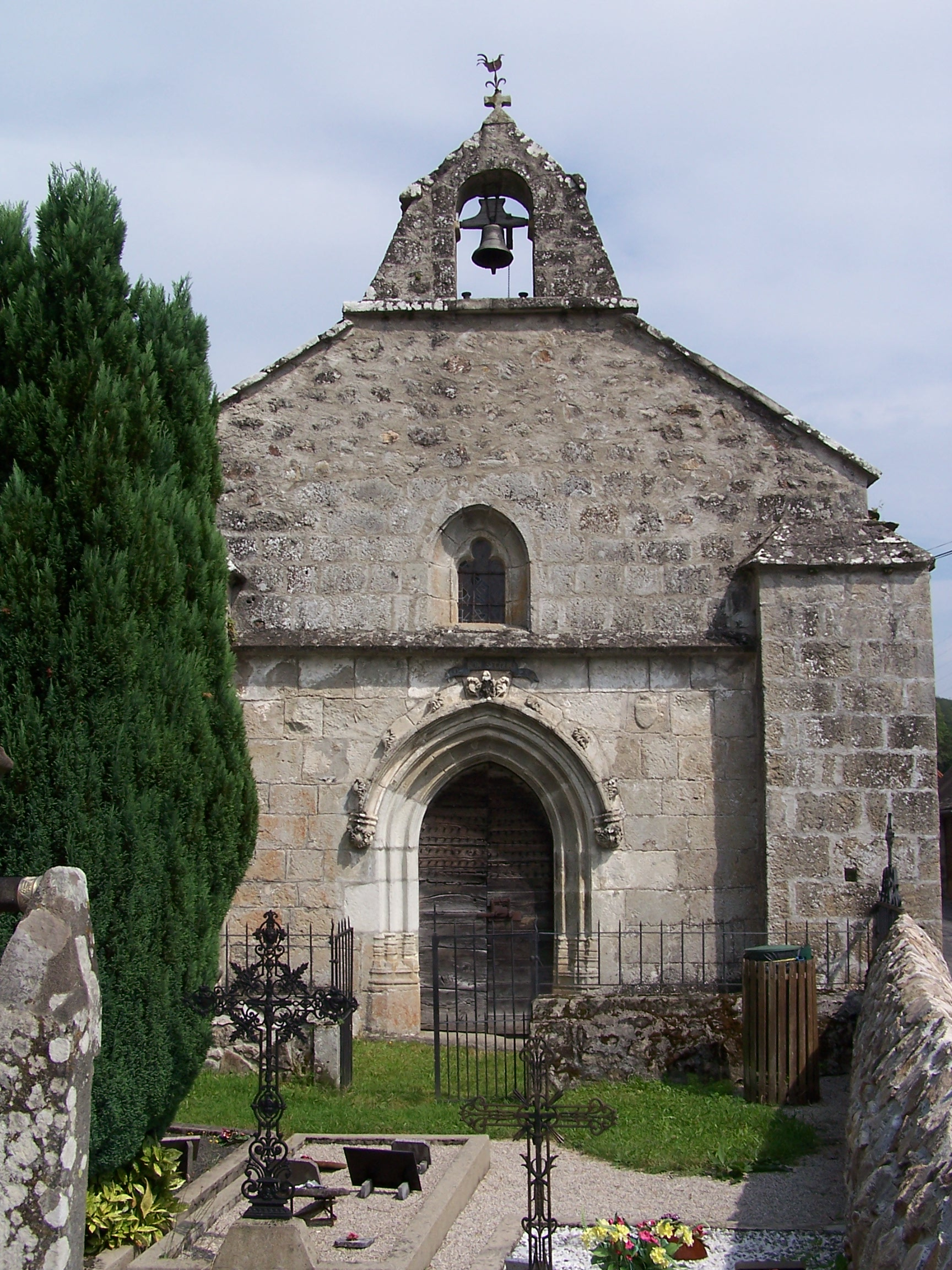
Kirche Saint-Étienne
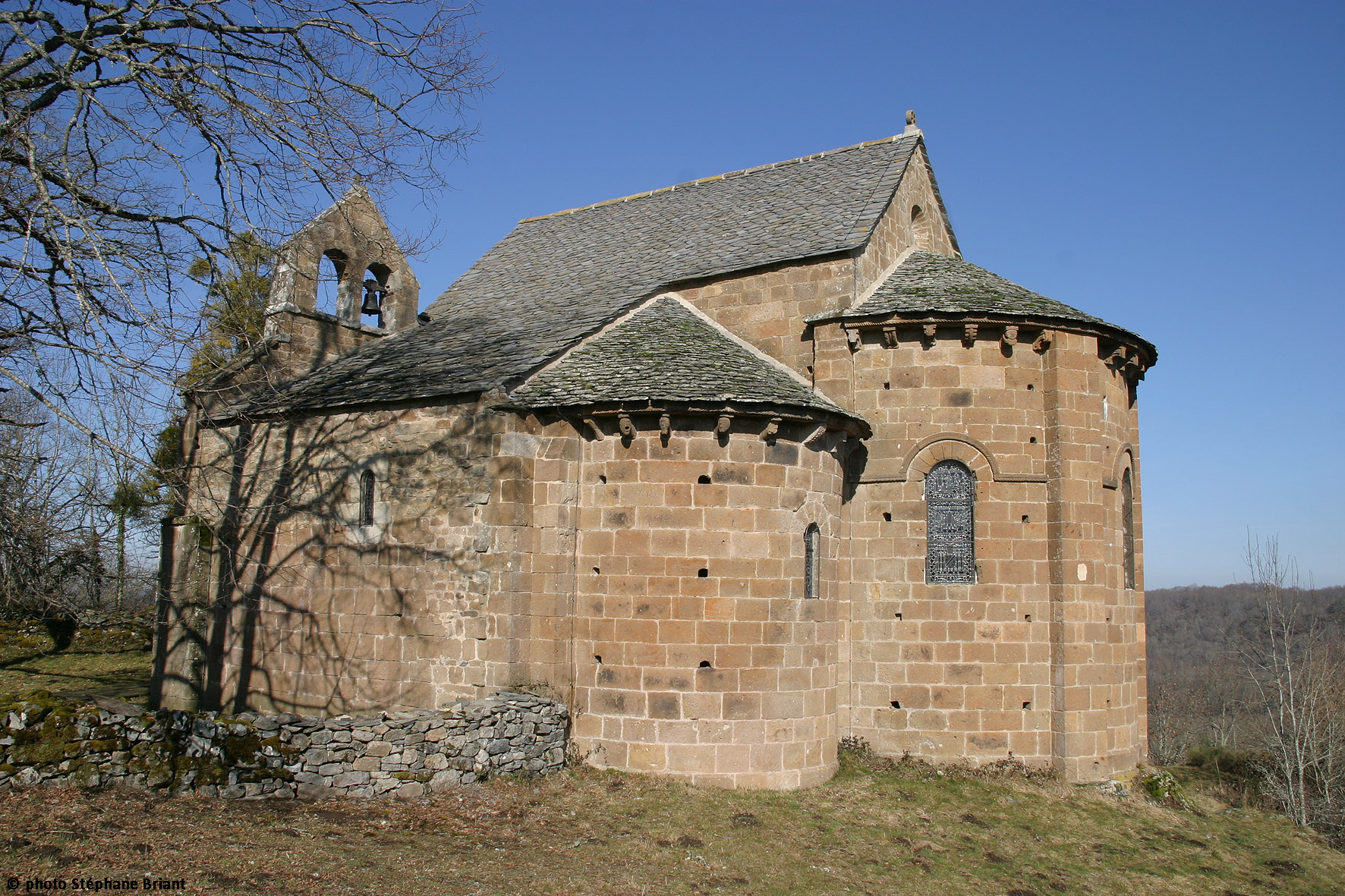
Kirche Saint-Robert